# Discocerina delmarva
Discocerina delmarva är en tvåvingeart som beskrevs av Wayne N. Mathis och Tadeusz Zatwarnicki 2010. Discocerina delmarva ingår i släktet Discocerina och familjen vattenflugor. Inga underarter finns listade i Catalogue of Life.